# El Pla de l'Orri
El Pla de l'Orri és una masia del municipi de Castell de l'Areny (Berguedà) inclosa en l'Inventari del Patrimoni Arquitectònic de Catalunya.

## Descripció
Masia d'estructura clàssica. La planta és rectangular, coberta a dues aigües de teula àrab amb el carener paral·lel a la façana, orientada a llevant. Les obertures són allindades i el parament és de pedres sense desbastar, unides amb molt de morter i després arrebossat, avui, per`po s'ha perdut de forma parcial. Tot i que la masia conserva la seva estructura i part dels murs del segle xviii, les cobertes i les obertures són dels primers anys del segle xx, fruit d'una restauració de l'edifici arrel d'un incendi. Al costat de la masia hi ha els corrals pel bestiar car l'activitat econòmica bàsica era la ramadera, sobretot vaques i xais.

## Història
La masia del pla de l'Orri és situada a la muntanya del Catllaràs, en una zona rica en pastures naturals, documentades ja al s. XVI. Aleshores eren conegudes com els cortals de l'Orri. N'eren propietaris els senyors de Palmerola i altres pagesos rics de Borredà i castell d'Areny. Al s. XVII era propietat d'Antoni Haurell de la Quar, que vengué les cases i pastures als actuals propietaris a principis del s. XX.
Al segle xviii hi pasturaven els ramats del monestir de Ripoll i els d'Antoni Raurell, fou també en aquest segle quan es construí la petita cabana de pastor. La masia s'incendià a principis del s. XX i reconstruïda posteriorment amb materials més moderns.